# Sale el Sol (single)
Sale el Sol is een single van het gelijknamige album van Shakira. Het was de tweede single van dit album, na Loca. Shakira bracht het nummer voor het eerst tijdens Rock in Rio op 4 juni 2010. 